# Bernardo da Pagliara
San Bernardo da Pagliara, (Isola del Gran Sasso d'Italia, primera mitad del siglo XI - Teramo, 19 de diciembre de 1122. Italia). Obispo y Patrón de Teramo. Santo de la iglesia católica.

## Biografía

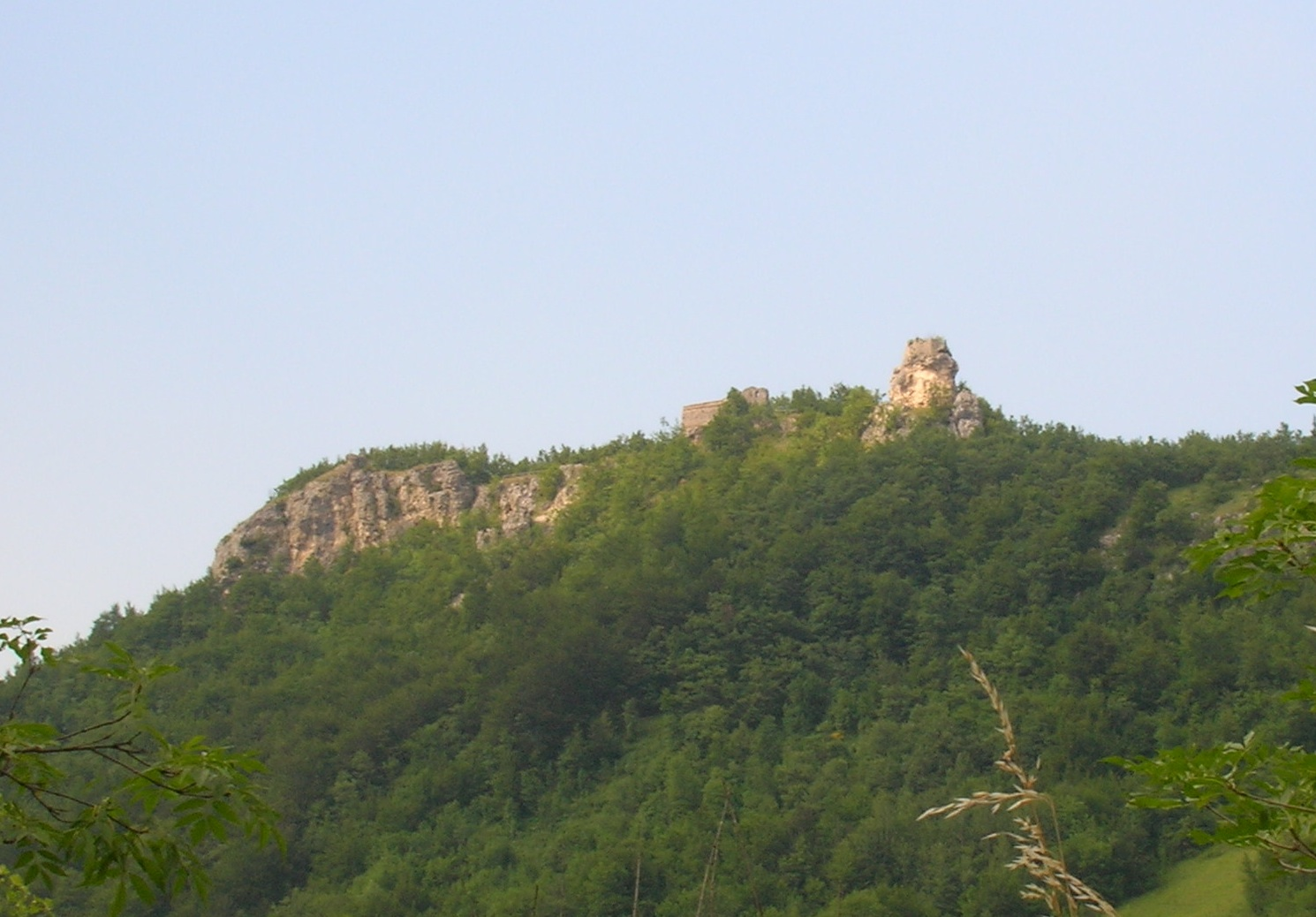
Ruinas del Castillo de Pagliara.

Nacido en la noble familia de los Pagliara, procedentes del homónimo castillo ubicado en las tierras de Isola del Gran Sasso d'Italia, en la región italiana de Abruzzo. Los hechos claves en su vida, como la donación de todos los bienes personales a la Iglesia, el comienzo de su mandato episcopal en la diócesis de Teramo-Atri así como la fecha de su muerte, se encuentran documentados en los “Archivos de la Iglesia Aprutina”.
Conocemos a través de las crónicas que ingresó muy joven en el Monasterio de Montecassino, trasladándose posteriormente a la Abadía de San Giovanni in Venere. Tras la muerte del obispo Uberto y en virtud de la fama de santidad que lo acompañaba, fue llamado a sucederle como pastor de la Iglesia aprutina en 1116. Sabemos que durante el ejercicio de su mandato episcopal dirigió sus servicios al socorro de los pobres y a la pacificación de las querellas entre las distintas facciones que sacudían Teramo.

### Muerte
Tras casi siete años como Obispo de la ciudad, San Bernardo falleció en Teramo el 19 de diciembre de 1122 siendo sucedido por el obispo Sassone. Sus restos están enterrados en una capilla dedicada a él en la Catedral de Teramo.